# Adam Young
Adam Young (Owatonna, Minnesota, 5 de julio de 1986) es un cantante, músico y compositor estadounidense. Es conocido por ser el fundador de Owl City.

## Primeros años
Adam Young es el único hijo del matrimonio de Randy, mecánico de profesión, y de Joan Young, profesora de literatura en Owatonna. Familia de fuertes convicciones religiosas; que Young ha preservado hasta la actualidad.
Young se crio en Owatonna, pequeño pueblo de Minnesota de 25.000 habitantes. Young se describía como un adolescente tímido e introvertido, sin muchos amigos y aficionado al skateboard. Su familia nunca estuvo relacionada con el mundo de la música, por lo que Young nunca recibió ningún tipo de enseñanza en esta materia. El primer contacto que tuvo Young con la música se produjo cuando su tío le regaló una guitarra, a la edad de 15 años, Young en el reportaje del DVD live from LA explica "solté el monopatín por la guitarra, se convirtió en mi nueva obsesión...". 
Se graduó en el Owatonna Senior High School y luego encontró trabajo en un almacén de Coca-Cola. Comenzó a componer melodías en su cabeza mientras trabajaba, que luego grabaría en su estudio en el sótano de sus padres y con un micrófono C-1 Behringer, ya que sufría un fuerte insomnio. Puesto a que hacia su propia música, comenzó a publicar sus primeros temas en sitios de Internet como MySpace, compaginando su afición a la música con su trabajo en el almacén de Coca-Cola mientras esperaba entrar en la universidad. Los temas de Young empezaron a acumular reproducciones en la red y haciéndose populares. 
Young es un cristiano devoto y declaró que su fe es lo único más importante para él que la música. Se ha descrito a sí mismo como introvertido y cree que tiene síntomas del síndrome de Asperger; sin embargo, nunca ha sido diagnosticado.

## Owl City
En el año 2007, Young fundó Owl City un proyecto musical de synthpop y música electrónica, donde incluyó muchos de los primeros temas que escribió como "Hello Seattle". Owl City suele ser confundido con una banda, pero en el proyecto sólo participa Adam Young. En las giras de Owl City suele formar una banda junto con Breanne Düren (teclados y voces), Matthew Decker (batería), Laura Musten (violín) Hannah Schroeder (chelo), Jasper Nephew (guitarra), entre otros. Actualmente, Owl City ha vendido alrededor de 5 millones de discos y más de 20 millones de canciones en todo el mundo.
En 2007, Owl City lanzó un EP titulado Of June, seguido por el lanzamiento en 2008 del álbum Maybe I'm Dreaming. Of June alcanzó el número 15 en la lista de álbumes electrónicos de Billboard, y Maybe I'm Dreaming alcanzó su punto máximo en la misma tabla en el número 13.
En el año 2009, Owl City firmó un contrato discográfico con el sello Universal Republic (actualmente Republic Records), así Owl City conseguía su primera oportunidad de internacionalizarse. El debut de Owl City en el mercado mundial llegó con el álbum Ocean Eyes, convirtiéndose Owl City en una de las revelaciones musicales del año 2010, el primer sencillo del álbum Fireflies, alcanzó el primer puesto en la listas de éxito en más de 20 países. Posteriormente se lanzaron All Things Bright And Beautiful , The Midsummer Station y Cinematic, así como una serie de EPs, Shooting Star EP, The Midsummer Station (Acoustic EP) y Ultraviolet EP. Young ha tocado en escenarios de prácticamente todos los continentes, las giras de Owl City han pasado por EE. UU., Canadá, Reino Unido, Francia, España, Italia, Alemania, Bélgica, Japón, Corea del Sur, China, Indonesia, Tailandia, Singapur, Australia, Nueva Zelanda, Argentina, Chile, etc.
Owl City ha conseguido ser un referente en el género de la música electrónica, y en el mundo del cine en la composición de canciones para la banda sonora de películas como Rompe Ralph!, The Owls of Ga'Hoole, The Croods, Los Pitufos 2, VeggieTales, Hotel Transylvania, ¡Atrapa la Bandera!, etc., así como también ha compuesto melodías para anuncios de televisión como Wonderfilled Oreo Anthem para la campaña comercial de las galletas Oreo y para el emblemático hotel de Dubái Burj Al Arab. "Escribir para películas es muy diferente a escribir para un álbum, pero me encanta el desafío. Tiene una tarea específica a mano, un conjunto de pautas a seguir. Tienes que preguntarte cuál es la estética de la película, qué estado de ánimo necesita capturar la música, cuál debe ser el sentimiento de la letra, cómo se va a sentir el público al salir del cine. Todos estos son desafíos, pero es una verdadera alegría tener en cuenta todos estos matices y estoy emocionado de hacer más en el futuro. Además, ir al teatro en mi ciudad natal y escuchar mi música es totalmente surrealista", declaró Young sobre componer para películas. 
Adam Young explicó en una entrevista "Mi vida cambió aproximadamente en un espacio de seis meses y sigue cambiando drásticamente y todo sigue siendo muy extraño. Veo el pasado como si alguien me estuviera observando a través de un microscopio. Todo es muy distinto para mí en estos momentos, y debo añadir que todo para mejor. Mis sueños se han hecho realidad”.

## Adam Young Scores
El 18 de diciembre de 2015, Adam Young reveló que iba a comenzar un nuevo proyecto, 'Adam Young Scores'. El proyecto consiste en realizar composiciones instrumentales con música de orquesta inspirada en acontecimientos históricos.
Partiendo de sus ambiciones para el proyecto, Young dijo: "Yo quería ser compositor desde que tenía 16 años. Cuando descubrí la música de cine y empecé a explorar la música clásica y el universo que ocupa, me enganché. Mis amigos no lo entienden, no era genial escuchar música de orquesta, pero no me importaba. Era lo primero que tenía sentido para mí. Por fin, estoy finalmente en un lugar en mi vida donde tengo tiempo para trabajar en las cosas realmente importantes y he querido componer para orquestas desde hace más de una década."
El 1 de febrero de 2016, Young lanzó su primer álbum orquestal llamado Apolo 11. Inspirado por el aterrizaje en la Luna, Young describió la misión lunar tripulada como  fue un acontecimiento histórico. Ojalá lo hubiera presenciado el álbum es su interpretación de los acontecimientos de julio de 1969. Young compartió a través de Twitter que ya estaba trabajando por su cuenta en más música instrumental. Entre los años de 2016 y 2017 Adam Young escribió 11 álbumes instrumentales de alrededor de 8-10 composiciones. Uno de los álbumes instrumentales se basó en el famoso vuelo transatlántico de Charles Lindbergh, otro en la famosa Marcha al mar de Sherman al final de la guerra civil estadounidense, otro en el primer ascenso del Monte Everest en 1953, otro en la expedición de Ernest Shackleton en la Antártida, etc.

## Obra
Adam Young, aparte de componer canciones para Owl City también trabaja como músico y compositor de forma independiente, así ha escrito canciones para cantantes de casi toda clase de estilos:
- Vedera - Satisfy (2009)
- Ralient K - Terminals (2009)
- Kate Havnevik - Think Again (2009)
- Lights - Savior (2009)
- Something Corporated - I Woke Up In A Car (2009)
- John Mayer - Half Of My Heart (2010)
- Jars Of Clay - The Shelter (2011)
- Armin Van Buuren - Youtopia (2011)
- Outasight - If I Fall Down (2011)
- Burj Al Arab - anuncio comercial (2011)
- Paul Van Dyk - Eternity (2012)
- Dispatch - Circles Araund The Sun (2012)
- Sonidos de iOS7 para Apple (2013)
- Wonderfilled Oreo Anthem - anuncio comercial (2013)
- Clap Your Hands -  Everybody's Golf (2017)

También Young ha prestado su voz a las siguientes composiciones:
- Chicane – Middledistancerunner (2010)
- Armin van Buuren – Youtopia (2010)
- TobyMac – The First Noel (2011)
- Paul van Dyk – Eternity (2012)
- Schiller – Alive (2012)
- Relient K - "That's my jam" (2013)
- Orjan Nilsen - "In The Air" (2013)
- Didrik Franzén - Ready To Fly (2013)
- Waving Through A Window (del musical Dear Evan Hansen) (2017)

## Estilo musical y composición
La música de Young es descrita como indietronica y synthpop y, a menudo se describe como pertenecientes al género de la música electrónica. Young ha declarado que está inspirado en la música electrónica europea a la hora de escribir las canciones de Owl City, así como los géneros instrumentales como drone, ambient y post-rock. En el proceso, Young escribe la música primero, más tarde la letra. La inspiración para las canciones de Owl City viene de la imaginación y la ficción principalmente, incluyéndose objetos que según Young son inspiradores para él, como las plantas, globos aerostáticos, el cielo, el océano...etc. En general, producir una pista musical tarda un día, la mayoría de las composiciones utilizan el compás 4/4 o compasillo, con menor frecuencia Young utiliza el compás 3/4 o compás ternario de subdivisión binaria como en "Hospital Flowers", "Plant Life" o "In Christ Alone".
Young ha declarado en numerosas entrevistas que prefiere grabar y componer música en solitario, es asiduo a grabar sonidos naturales y ambientales para usar en sus canciones, tanto en las instrumentales (Scores) y en las canciones de Owl City.  En una entrevista en 2017 declaró: "Me encanta agarrar mi kit de grabación portátil y capturar una tormenta de verano, o atravesar la hierba alta en el campo, o un roble de 100 años crujiendo en el bosque: hay una sinfonía de sonido natural a nuestro alrededor que nos rodea."
Cita sus mayores influencias como Johnathon Ford de Unwed Sailor y Thomas Newman. Young también incorpora algo de su fe cristiana en su música. La fe de Young es evidente en el álbum All Things Bright and Beautiful, especialmente en "Galaxies", Young declaró: "siento que si alguna vez oculto el hecho de que eso es lo que es tan importante para mí, sería un crimen, probablemente debería ser encarcelado por eso ". 

## Voz
Adam Young posee un registro de tenor lírico con un buen dominio del registro medio, con una voz soleada y la belleza tímbrica característica de los tenores líricos. El tenor lírico es una voz muy apreciada y no muy frecuente. Young tiene un registro amplio de F♯2 hasta E5, 2 octavas, 4 notas y 1 semitono . Young también emplea el falsete en algunos temas de Owl City, como To The Sky, Up All Night, Gold, On The Wing, When Can I See You Again, entre otras. Son significativas las notas más bajas en su registro, D3 (Fiji Water, Sky Diver...), C♯3 (Angels, Air Traffic...), C3 (Fireflies, If My Heart Was A House...), G♯2 (The Real World), etc.  
En 2013 Young se dañó seriamente las cuerdas vocales, por lo que se cancelaron parte de los conciertos de Owl City. Adam escribió en su blog: "después de dañar mi voz en los shows pasados, he sido ordenado por mis doctores no actuar esta noche para prevenir cualquier daño futuro mientras el tratamiento hace efecto...". Young tuvo que hacer reposo vocal.  
En 2017, Young declaró a Billboard que nunca había aprendido a cantar profesionalmente, por lo que versionar la canción del musical Dear Evan Hansen había sido todo un reto y una completa salida de su zona de confort.

## Vida personal
Se conoce poco acerca de la vida personal de Young. En sus ratos libres, junto a la composición de música es aficionado a la fotografía y a la cocina. 
Young declara no haber tenido novias durante su adolescencia, debido a su timidez.  Sin embargo algunos temas de Owl City están basados en su vida personal como Vanilla Twilight, The Bird And The Worm, Sunburn, West Coast Friendship, If My Heart Was A House. Young dice ser muy tímido para hablar con chicas y expresa "no soy nada elocuente, por eso me expreso mejor con la música que en persona..." 
Adam también ha confesado que la única mujer de la que ha estado enamorado en el ámbito musical es la cantante de country-pop Taylor Swift. La cantante asistió a unos de sus conciertos en Nueva York y esperó hasta el final para conocerle, Adam admitió en una entrevista que estaba totalmente "wonderstruck" de conocerla. Ambos se enviaron mensajes de correo electrónico por un tiempo y Taylor comentó que nunca habían escuchado las palabras Enchanted y Wonderstruck en una conversación. Tiempo después, Taylor Swift sacó su nuevo álbum Speak Now, en el cual venía incluida la canción Enchanted, en esta canción venían incluidas esas mismas palabras y el nombre de "ADAM" en el libreto del disco. Un año después, el 14 de febrero de 2011 Adam publicó en Twitter un cover de la canción Enchanted como respuesta a Swift, que no tuvo respuesta por parte de la cantante a pesar de que Young expresa su amor por ella de forma explícita.
En 2014, Young lanzó el EP Ultraviolet que incluía el tema This Isn't The End, que hablaba sobre el suicidio de su abuelo materno, Adam explicó que la canción estaba basada en la historia de su madre, "sabes que su padre la dejó cuando era muy joven, y parte del daño que le causó, siento que necesitó muchos años para superar eso, este tema es, en esta canción, aunque sea difícil de hablar sobre ello, es algo que alguien necesita escuchar (...), perder a un padre o crecer sin un padre, siento que hoy en día es muy común. Así que espero que esta canción sea un estímulo para alguien que necesita esa esperanza para sanar." 
Adam Young ha colaborado varias veces con campañas solidarias y ONGs como The Salvation Army y ConAgra Foods.

El 3 de junio de 2022, Young se casó con una fotógrafa llamada Abbey Olmsted en su ciudad natal.